# ザンビアの音楽

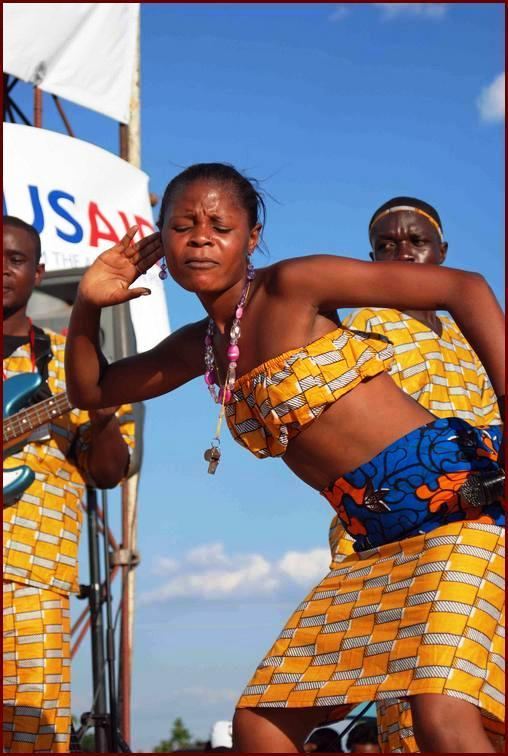
ザンビアで演奏するミュージシャン。

ザンビアの音楽は豊かな遺産があり、伝統音楽、ポピュラー音楽、キリスト教音楽のカテゴリーに大まかに分類される。

## 伝統音楽
伝統的なザンビア音楽は、ザンビアのさまざまな民族グループの信念と実践に根ざしており、過去 30年間でいくらか衰退した。 伝統的なザンビア音楽は、かつて明確な儀式の目的を持っていたか、文化の社会的構造の表現であった。歌は、教えたり、癒したり、霊に訴えたり、ただ楽しむために使われた。伝統音楽の衰退にもかかわらず、その影響は今日のザンビアの音楽形式の多くでまだ聞くことが出来る。どこにでもあるアフリカの「コールアンドレスポンス」は、スタイルに関係なく、ほとんどすべてのザンビアの歌で聞くことが出来る。伝統的なドラムのリズムとポリメーターは、さまざまな種類のザンビア音楽に見られる。ザンビアのカリンデュラなどの現代的なポピュラーな形式も、ギタリストが使用するフィンガーピッキング スタイルで伝統音楽の痕跡を示している。

### 楽器
伝統的なザンビアの楽器には、棒で打ったり、手で打ったりする事で演奏するさまざまなメンブラノフォンがある。太鼓は、ほとんどの伝統舞踊に不可欠だと言える。 「ンゴマ」はドラムの一般的な中央バントゥ語だが、ザンビアのドラムにはさまざまなサイズ、形、目的があり、部族の起源と機能的役割に応じて特定の名前が付けられている。たとえば、トンガ渓谷のブディマドラムは、特に葬儀に使用される。ブディマドラムはゴブレットの形をしており、大から小までさまざまなサイズがある。最も興味深い太鼓の1つは、伝統的な葬式で使用される、いわゆる「ライオン・ドラム」 (トンガのナマルワ) である。まったく叩かないで、ドラムヘッドにスティックを差し込んでこするフリクションドラムである。 シリンバは、Western Provinceの大きな17音符の木琴である。
弦楽器とエアロフォンは伝統的なザンビア音楽ではあまり一般的ではないが、それでも存在はしている。バレー・トンガでは、ニーレと呼ばれる動物の角で作られた楽器を演奏する。ニーレは、個々のミュージシャンがそれぞれ単一のホルンを演奏し、異なるピッチのニーレを持つ他のミュージシャンと連動する連動技術を使用して演奏される。カルンブと呼ばれる弦楽器は、伝統的に若い男性が結婚願望を示すために演奏していた。その弓の形から民族音楽学者は「音楽の弓」と呼んでおり、カルンブは棒で叩かれる。他の多くの中央アフリカ諸国と同様に、ザンビアはかつていわゆる「親指ピアノ」の活気に満ちた伝統を持っていた。それぞれの部族の起源に応じて異なる名前が付けられている。トンガカンコベラはそのような親指ピアノの1つである。その他「カンゴンブロ」、ルンダ地方では「チザンジ」、ンセンガ地方で「カリンバ」など。近年、伝統的な楽器の使用は減少しているが、ザンビアの農村地域ではまだ伝統的な楽器を聞くことが出来る。
伝統的なザンビア音楽の録音は、20世紀半ばに、アフリカ音楽の有名な民族音楽学者であるヒュー・トレーシーとアーサー・モリス・ジョーンズによって行われた。トレーシーは1950年代にザンビア全土で録音を行ったが、1958年には人類学者のエリザベス・コルソンの要請により、カリバ・ダムの作成前にザンベジ バレーで録音を行い、ジョーンズはザンビア南部州のマパンザで録音を行った。カトリックの宣教師、 JJ CorbeilとFrank Waferも伝統的なザンビア音楽の知識に貢献した。コーベイル神父は、ザンビア北東部のベンバの楽器の伝統を収集し、記録した。チクニに住むイエズス会の司祭であるフランク・ウェーファーは、バトンガの音楽を収集し、保存してきた。バトンガの音楽と文化を促進するコミュニティ・ラジオ局も、チクニ・ミッション・ステーションの一部である。彼らは、主催者によると、10,000人もの訪問者を引き付けるバトンガ音楽の年次フェスティバルを開催している。最近の民族音楽学的研究は、ムウェサ・イザヤ・マポマ、ジョセフ・ンガンドゥ、ジョン・アンダーソン・ムウェサなどのネイティブ・ザンビア人によって行われている。ザンビア出身のマイケル・バヤドが南部州で行った最近のフィールド・レコーディングは、彼のレーベルSWPからリリースされ、60年代、70年代、80年代のザンビアのヒット曲を集めた2つの優れたコンピレーションも制作されている。

## ポピュラー音楽
1964 年の独立後、ポピュラー音楽の最も重要な情報源は、ザンビア放送局と、すぐにビッグ・ゴールド・シックスに名前を変更したルサカ・ラジオバンドのような関連バンドだった。すぐにレコード会社が設立され、ほとんどのレコーディングはルサカのピーター・ムンギロの DBスタジオで行われ、レコードはティール・レコード・カンパニーによってンドラでプレスされた。
ザンビア北部の銅産地は、ジョンルシ、ウィリアム・マプランガ、スティーブン・ツォツィ・カスマリなどの歌手で知られていた。彼らのギターベースの音楽は、ロックソングで主に英語の歌詞を使用するザムロックに徐々に成長した。バンドには、 Machine-GunnersとMusi-o-tunyaが含まれていた。ザンビアの歴史の中で最も人気のあるバンド、 ジャガリ・チャンダが主催するWITCHがすぐに登場した。
1970 年代後半、ケネス・カウンダ大統領は、ラジオの音楽の95%をザンビア語にするよう命じた。彼は、ザンビアの国民的アイデンティティの形成を奨励したいと考えていた。しかし、ザンビア人は自分たちの民俗的なルーツを利用するのではなく、ポップ・スターになろうとしたと言える。 1980年代半ばまでに、その結果がカリンデュラ音楽だった。バンドには、Masasu Band、Serenje Kalindula、Junior Mulemena Boys が含まれていた。 Amayengeは、過去20年間で最高のカリンデュラ・バンドの1つと見なされている。もう1人のトップ・アーティストはBrian Chilalaで、彼のバンドNgoma Zasuと共に、エレクトリック・カリンデュラの伝統を続けている。南部州のチクニにあるチクニ・ラジオ局によって、伝統的なバンド (カリンデュラだけでなく) の年次コンサートが最近開始された。そのフェスティバルで最も人気のある2つのバンドは、Green MambaとMashombe Blue Jeansである。さらに、アルフレッド・チサラ・カルーシャ・ジュニアなどのアーティストは、ベンバの民族音楽「イムフクトゥ」に基づいて作曲した。
1990年代、経済問題によりザンビアの音楽産業は崩壊した。ザンビア音楽を促進する規則にとらわれず、電波はジャマイカから輸入されたラガとレゲエ、米国からのヒップホップとR&Bで覆われていた。
現在ザンビアで最も成功しているレコード レーベルは、Romaside Entertainment、Sling Beats、Blaza、G-sounds、Alpha Entertainment、XYZ Entertainmentである。彼らの安定したアーティストには、 JK
.、Slap Dee、Macky 2、Chef 187、joe chibangu、Jay Brown (Son of the most High)、hamoba、Ty2、Bobby East、 Zone fam 、Jay Roxer、Job、Stevo、Muzo aka Alfonso が含まれる。 これらの各グループのサウンド・クリップは、それぞれのWebサイトで聞くことが出来る。ザンビアのエンターテイメント業界は、毎年開催されるンゴマ・アワードで、このような人気ミュージシャンを表彰している。ンゴマ・アワードは、全アフリカのKora Awardsのザンビア版。現在、 K'Millian 、 Macky 2 、Slap dee 、Chef 187 が非常に人気のあるアーティストである。ザンビア音楽のユニークなハイブリッド形式は、いわゆる「バンジョー」の伝統に見られる。ザンビアの「バンジョー」（発音は「バーンジョー」）は、本質的に自家製のギターである。このような楽器には、さまざまなサイズやさまざまな数の弦がある。ほとんどは2本または3本のフィンガー・ピッキング・スタイルを使用して演奏され、各楽器のチューニングはその楽器に固有の物を使用する。ボディは木やブリキ缶からさまざまな形に作られ、弦や「ワイヤー」は廃棄されたラジアル・タイヤから作られることがよくある。ザンビアのバンジョーは、ザンビア全土のカリンデュラバンドで使用されている。

## キリスト教音楽
人気のある影響は、より新しいレパートリーでも聞くことができ、その一部はアーバン・コンテンポラリー・ゴスペルから、一部は米国のいわゆる「コンテンポラリー・クリスチャン・ミュージック」から、一部はザンビアのポピュラー・イディオムから借用されている。電子シンセサイザーとギターの使用も教会に取り入れられた。教会音楽とポピュラーな領域との間の影響の流れは、ルンバニ・マドダ、ザンビア・アカペラ、ロタ・ハウス、解散したホサナ・バンドなどのグループによるレコーディングでも聞くことが出来る。
ヨーロッパ系アメリカ人の賛美歌の影響は、多くのザンビアの会衆の音楽にも見られる。イギリスとアメリカの賛美歌は、多くの教会の音楽構造の一部であり続けており、多くの和声練習は西洋の賛美歌の影響を受けている。ジョン・カーウェンによって発明されたトニック・ソルファというシステムは、19世紀に英国によってアフリカに輸入された。 Heritage Singers Choir、Heritage Brothers Quartet、および教会は、この形の調和のとれた音楽を世界中に広めるのに役立った。

### ザンビアのクリスチャン/ゴスペル アーティストのリスト
- ムウェシ・ムルサ
- ムカリ
- レイチェル
- エフラム
- キングス マレンベ マレンベ
- ジョジョ・ムワンガザ
- ジョイス・ムワンザ
- スウィランジ
- マシュー・ンゴサ
- ポンピ